# Lamares
Lamares é uma povoação portuguesa do Município de Vila Real que foi sede da extinta Freguesia de Lamares, freguesia que tinha 8,70 quilómetros quadrados de área e 351 habitantes (2011).
A Freguesia de Lamares foi extinta (agregada) pela reorganização administrativa de 2012/2013, tendo o seu território sido integrado na então criada União das Freguesias de Mouçós e Lamares.
Além da sede, a Freguesia de Lamares incluía no seu território o lugar de Gache.

## População
| População da freguesia de Lamares (1801–2011)                                 | População da freguesia de Lamares (1801–2011) | População da freguesia de Lamares (1801–2011) | População da freguesia de Lamares (1801–2011) | População da freguesia de Lamares (1801–2011) | População da freguesia de Lamares (1801–2011) | População da freguesia de Lamares (1801–2011) | População da freguesia de Lamares (1801–2011) | População da freguesia de Lamares (1801–2011) | População da freguesia de Lamares (1801–2011) | População da freguesia de Lamares (1801–2011) | População da freguesia de Lamares (1801–2011) | População da freguesia de Lamares (1801–2011) | População da freguesia de Lamares (1801–2011) | População da freguesia de Lamares (1801–2011) | População da freguesia de Lamares (1801–2011) | População da freguesia de Lamares (1801–2011) |
| 1801                                                                          | 1849                                          | 1864                                          | 1878                                          | 1890                                          | 1900                                          | 1911                                          | 1920                                          | 1930                                          | 1940                                          | 1950                                          | 1960                                          | 1970                                          | 1981                                          | 1991                                          | 2001                                          | 2011                                          |
| ----------------------------------------------------------------------------- | --------------------------------------------- | --------------------------------------------- | --------------------------------------------- | --------------------------------------------- | --------------------------------------------- | --------------------------------------------- | --------------------------------------------- | --------------------------------------------- | --------------------------------------------- | --------------------------------------------- | --------------------------------------------- | --------------------------------------------- | --------------------------------------------- | --------------------------------------------- | --------------------------------------------- | --------------------------------------------- |
| 690                                                                           | 1 035                                         | 1 134                                         | 1 080                                         | 1 065                                         | 1 154                                         | 1 199                                         | 1 018                                         | 1 280                                         | 1 208                                         | 1 282                                         | 608*                                          | 607                                           | 489                                           | 409                                           | 419                                           | 351                                           |
| * Nota: a freguesia de Lamares perdeu quase metade do seu território em 1956. |                                               |                                               |                                               |                                               |                                               |                                               |                                               |                                               |                                               |                                               |                                               |                                               |                                               |                                               |                                               |                                               |

| Distribuição da População por Grupos Etários em 2001 e 2011 | Distribuição da População por Grupos Etários em 2001 e 2011 | Distribuição da População por Grupos Etários em 2001 e 2011 | Distribuição da População por Grupos Etários em 2001 e 2011 | Distribuição da População por Grupos Etários em 2001 e 2011 | Distribuição da População por Grupos Etários em 2001 e 2011 | Distribuição da População por Grupos Etários em 2001 e 2011 | Distribuição da População por Grupos Etários em 2001 e 2011 | Distribuição da População por Grupos Etários em 2001 e 2011 | Distribuição da População por Grupos Etários em 2001 e 2011 |
| ----------------------------------------------------------- | ----------------------------------------------------------- | ----------------------------------------------------------- | ----------------------------------------------------------- | ----------------------------------------------------------- | ----------------------------------------------------------- | ----------------------------------------------------------- | ----------------------------------------------------------- | ----------------------------------------------------------- | ----------------------------------------------------------- |
| Idade                                                       | 0-14                                                        | 15-24                                                       | 25-64                                                       | > 65                                                        |                                                             | 0-14                                                        | 15-24                                                       | 25-64                                                       | > 65                                                        |
| 2001                                                        | 49                                                          | 69                                                          | 222                                                         | 79                                                          |                                                             | 11,7%                                                       | 16,5%                                                       | 53,0%                                                       | 18,9%                                                       |
| 2011                                                        | 55                                                          | 25                                                          | 196                                                         | 75                                                          |                                                             | 15,7%                                                       | 7,1%                                                        | 55,8%                                                       | 21,4%                                                       |

## História
Teve povoamento pré-histórico, como o comprovam vestígios arqueológicos da cultura megalítica. Em tempos históricos, o outro lugar da freguesia, Gache, recebeu carta de povoamento em 1209.
Lamares pertenceu durante séculos a São Lourenço de Ribapinhão (freguesia actualmente integrada no município de Sabrosa), surgindo na Relação de Vila Real e seu Termo (1721) já como freguesia autónoma.
Tal como todas as demais terras pertencentes aos Marqueses de Vila Real, Lamares passou em 1641 para a posse da Coroa, quando o Marquês e o seu herdeiro foram executados sob acusação de conjura contra D. João IV. Em 1654, passou a integrar o património da recém-criada Sereníssima Casa do Infantado, situação que se manteve até à extinção desta, aquando das reformas do Liberalismo.
Em 1956, com a desanexação de Justes, a freguesia de Lamares perdeu quase metade do seu território.
Na sequência da reorganização administrativa ditada pela Lei n.º 22/2012, o seu território foi anexado ao da vizinha freguesia de Mouçós, passando o conjunto a designar-se oficialmente União das Freguesias de Mouçós e Lamares. Assim, "Lamares" foi de facto extinta enquanto designação oficial de freguesia.